# Globe

Marca portuguesa Globe

A Globe é uma marca portuguesa de comercialização de roupa e calçado. Em 2006, a marca foi adquirida pelo grupo português Lanidor.

## História
A marca de moda feminina Globe foi inicialmente fundanda por dois designers espanhóis, Paloma Santaolalla e do seu marido Miguel Lanna, nos anos oitenta. Inicialmente, a marca deidicava-se à venda de acessórios, expandindo depois a sua área de comercialização para outros produtos de moda feminina. No entanto, nos anos noventa (em 1996), os empresários venderam a sua cadeia de lojas ao grupo português RV Trade.
O grupo RV Trade continuou a incluir a marca Globe durante 10 anos, altura em que começou a perder influência no mercado e a baixar os lucros. Foi assim que, em 2006, o grupo Lanidor, igualmente português comprou a Globe por três milhões de euros. A Globe tinha já por essa altura 29 lojas espalhadas por Portugal e Espanha. As lojas localizadas em Espanha, apesar de tudo, passaram a ser da marca Lanidor, ficando as lojas Globe localizadas exclusivamente em Portugal.
Ao longo dos últimos anos, o mercado de vendas da Globe em se concentrado em Portugal e Espanha, com a abertura de novas lojas Globe em Espanha mais recentemente.

## Mercado e produtos
A Globe possui mais de 20 lojas em Portugal e 6 em Espanha. Cerca de 75% das peças da marca são produzidas em Portugal, sendo o resto produzido igualmente em território europeu.